# ФК «Динамо» Москва в сезоне 1951
Сезон 1951 года — 29-й в истории футбольного клуба «Динамо» Москва.
В этом сезоне команда приняла участие в чемпионате и кубке СССР, а также сыграла в двух международных матчах.

## Общая характеристика выступления команды в сезоне
В сезон 1951 года команда «Динамо» вступила, так и не проведя начатую в предыдущем сезоне назревшую смену поколений; кроме того, в процессе практически неизбежного в таких случаях конфликта тренера и футболистов руководство клуба пошло на поводу у игроков-ветеранов и лишило команду квалифицированного и авторитетного специалиста в лице Михаила Иосифовича Якушина. Сменивший его на этом посту Виктор Иванович Дубинин практически во всём полагался на опыт многолетних лидеров команды. Инициированные ими действия по модернизации игрового облика команды и достижения необходимого баланса между усилиями ветеранов и молодёжи не были достаточно компетентными — состав до самого конца сезона так и не был оптимизирован. Некоторые ветераны, на которых делалась ставка, откровенно не выдерживали нагрузки всех матчей сезона; с другой стороны, ряд молодых, но уже значимых для команды игроков: Владимир Ильин, Иван Конов, приглашенные Виталий Зуб (из Харькова) и Александр Тенягин (из Ленинграда) не имели достаточной игровой практики и использовались зачастую на непрофильных местах для решения возникающих сиюминутных проблем. Помимо этого, неожиданно слабой оказалась бывшая до этого вполне надежной линия обороны: вернулся в Ленинград Пётр Иванов, ушёл в Киев Александр Малявкин, Леонид Соловьев был травмирован в течение всего сезона — на фоне несколько снизившейся надежности попеременно игравших вратарей Алексея Хомича и Вальтера Саная команда пропустила в итоге больше всех команд из первой восьмерки первенства и более, чем в два раза уступила по этому показателю лидеру — ЦДКА.
Всё это отбросило команду в разряд «середняков» — практически в каждом матче теперь любой соперник навязывал серьёзную борьбу. До середины второго круга «Динамо» находилось в группе лидеров, имея хорошие шансы на медали, но вызванные поездкой в Берлин на товарищеские матчи переносы игр и, соответственно, уплотнение календаря команды привели к провалу на финише (всего 6 очков в восьми заключительных встречах). В результате команда заняла лишь 5-е место, впервые в послевоенное время после семи подряд чемпионатов, которые динамовцы заканчивали на первом либо втором местах.
Кубковый турнир был также неудачен — уже в 1/4 динамовцы впервые в своей истории уступили команде низшего дивизиона из города Калинина (лидеру класса «Б») с крупным счётом 1:4.

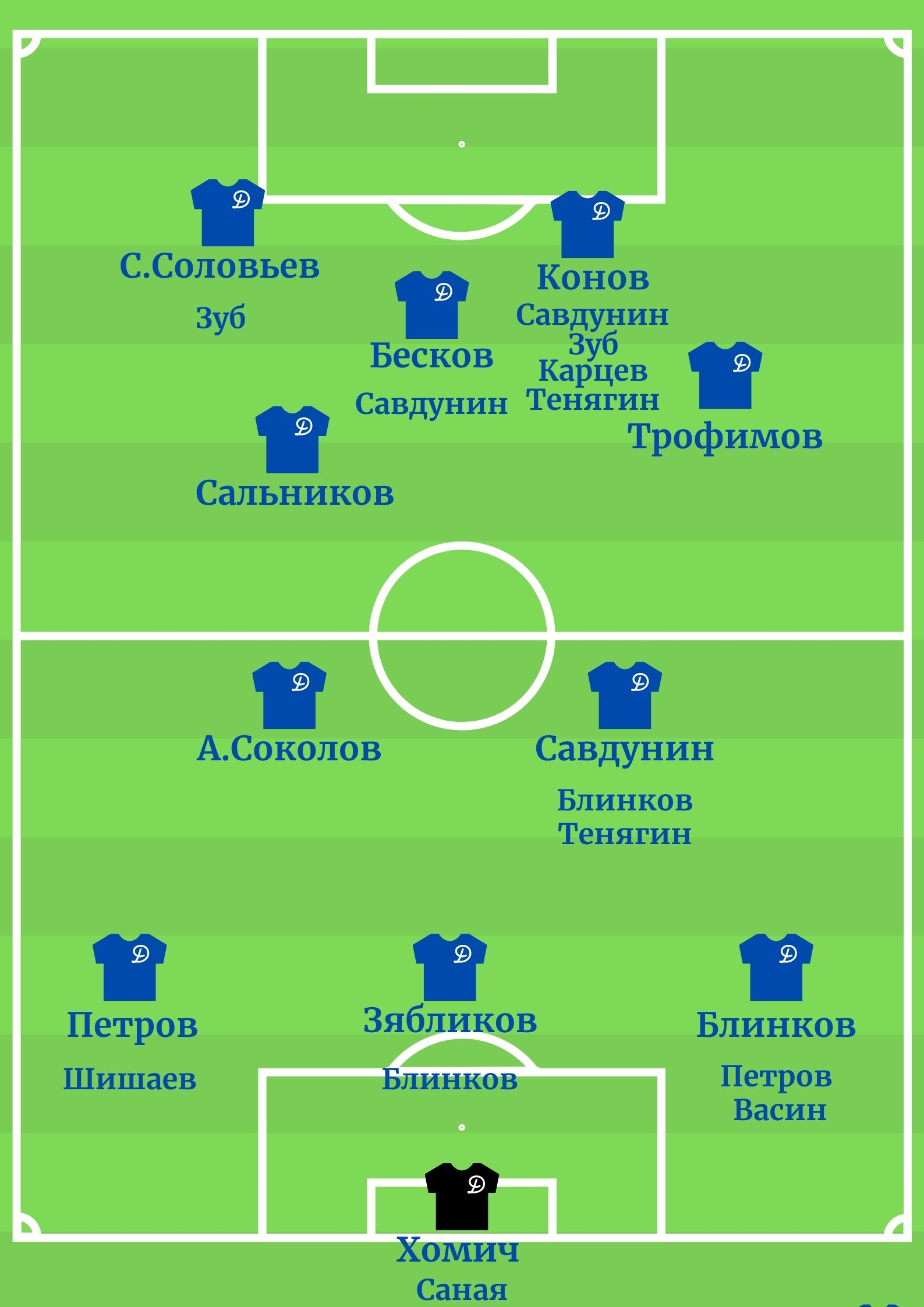

## Команда

### Состав
| Игрок             | Дата рождения    | Сезон в «Динамо» | Бывший клуб                 |
| Вратари           | Вратари          | Вратари          | Вратари                     |
| ----------------- | ---------------- | ---------------- | --------------------------- |
| Алексей Хомич     | 14 марта 1920    | 8                | «Пищевик» Москва            |
| Вальтер Саная     | 24 сентября 1925 | 4                | «Динамо» Тбилиси            |
| Защитники         |                  |                  |                             |
| Всеволод Блинков  | 10 декабря 1918  | 12               | «Динамо» Новосибирск        |
| Владимир Зябликов | 5 июля 1925      | 2                | «Динамо» Ленинград          |
| Александр Петров  | 13 марта 1922    | 7                | «Спартак» Москва (клубная)  |
| Виктор Шишаев     | 15 февраля 1929  | 1                | «Локомотив» Люблино         |
| Виктор Васин      | 18 июля 1930     | 2                | «Динамо» Московская область |
| Иван Васенин      | [[ ]] 1925       | 1                | КБФ Таллин                  |
| Леонид Соловьев   | 22 марта 1917    | 8                | «Динамо — II»               |
| Полузащитники     |                  |                  |                             |
| Владимир Савдунин | 10 мая 1924      | 7                | «Локомотив» Куйбышев        |
| Александр Соколов | 26 февраля 1930  | 3                | «Крылья Советов» Сетунь     |
| Александр Тенягин | 22 августа 1926  | 1                | «Динамо» Ленинград          |
| Нападающие        |                  |                  |                             |
| Василий Трофимов  | 7 января 1919    | 13               | «Динамо-ТК № 1» Болшево     |
| Иван Конов        | 1 октября 1924   | 3                | «Спартак» Москва            |
| Константин Бесков | 18 ноября 1920   | 11               | «Металлург» Москва          |
| Сергей Сальников  | 13 сентября 1925 | 2                | «Спартак» Москва            |
| Сергей Соловьев   | 9 марта 1915     | 12               | «Динамо» Ленинград          |
| Виталий Зуб       | 1 июня 1928      | 1                | «Локомотив» Харьков         |
| Василий Карцев    | 9 апреля 1920    | 10               | «Локомотив» Москва          |
| Владимир Ильин    | 15 января 1928   | 6                | «Локомотив» Харьков         |

### Изменения в составе
| Поз | Игрок             | Прежний клуб        |
| --- | ----------------- | ------------------- |
| З   | Виктор Шишаев     | «Локомотив» Люблино |
| З   | Иван Васенин      | КБФ Таллин          |
| П   | Александр Тенягин | «Динамо» Ленинград  |
| Н   | Виталий Зуб       | «Локомотив» Харьков |

| Поз | Игрок              | Новый клуб                |
| --- | ------------------ | ------------------------- |
| В   | Лев Яшин           | «Динамо» Москва (дубль)   |
| З   | Пётр Иванов        | «Динамо» Ленинград        |
| З   | Михаил Семичастный | завершил карьеру          |
| З   | Иван Старовойтов   | «Динамо» Москва (дубль)   |
| Н   | Александр Малявкин | «Динамо» Киев             |
| Н   | Дамир Николин      | «Динамо» Ленинград        |
| Н   | Валентин Жемчугов  | завершил карьеру (травма) |
| Н   | Валентин Кузин     | «Динамо» Москва (дубль)   |

## Официальные матчи

### Чемпионат
Число участников — 15. Система розыгрыша — «круговая» в два круга. Чемпион — ЦДКА.
Команда «Динамо» Москва заняла пятое место.
| 8 апр Ч 1 (281) | «Динамо» Москва      | 2:0     | «Динамо» Тбилиси | Тбилиси                                                       |
| | - С.Соловьев 36′ 52′ | (отчёт) |                  | Стадион: «Динамо» Зрителей: 40 000 Судья: П.Белов (Ленинград) |
| «Динамо» Москва: Саная - Петров, Зябликов, Шишаев - Блинков, Соколов - Трофимов, Савдунин, Бесков , Ильин (75' Тенягин), С.Соловьев «Динамо» Тбилиси: Маргания - Элошвили, Дзяпшпа, Сарджвеладзе - Панюков , Киладзе - Джоджуа, Гагнидзе, Ю.Вардимиади (70' Б.Пайчадзе), Гогоберидзе, Тодрия |                      |         |                  |                                                               |

| 14 апр Ч 2 (282) | «Динамо» Москва            | 2:3     | «Спартак» Тбилиси                | Тбилиси                                                          |
| | - Соколов 50′ - Бесков 65′ | (отчёт) | - 37′ 73′ Калоев - 71′ Норакидзе | Стадион: «Динамо» Зрителей: 30 000 Судья: В.Богданов (Ленинград) |
| «Динамо» Москва: Саная - Петров, Зябликов, Шишаев - Блинков, Соколов - Трофимов, Савдунин, Бесков , Сальников, С.Соловьев (68' Зуб) «Спартак» Тбилиси: Жмельков - Катанов, Гоглидзе, Кахниашвили (5' Верецкий) - Бурчуладзе, Гагнидзе - Грамматикопуло, Норакидзе, Калоев, Ломая , Сихарулидзе |                            |         |                                  |                                                                  |

| 22 апр Ч 3 (283) | «Динамо» Москва                                    | 4:1     | «Шахтер» Сталино       | Сталино                                                      |
| | - С.Соловьев 1′ 81′ - Сальников 48′ - Трофимов 56′ | (отчёт) | - 61′ (пен.) Костынчак | Стадион: «Шахтёр» Зрителей: 20 000 Судья: В.Архипов (Москва) |
| «Динамо» Москва: Хомич - Петров, Зябликов, Шишаев - Блинков, Соколов - Трофимов, Савдунин, Бесков , Сальников, С.Соловьев «Шахтер» Сталино: Пестов - М.Иванов, Самарин, Н.Дегтярев - Алпатов, Костынчак - В.Попов, Савинов, А.Пономарев, В.Колесников , Вик.Фомин (65' Д.Иванов) |                                                    |         |                        |                                                              |

| 27 апр Ч 4 (284) | «Динамо» Москва                | 2:2     | «Динамо» Киев                        | Киев                                                                                         |
| | - Савдунин 22′ - Сальников 90′ | (отчёт) | - 51′ Виньковатов - 54′ Сенгетовский | Стадион: Республиканский стадион им.Хрущёва Зрителей: 50 000 Судья: Н.Чхатарашвили (Тбилиси) |
| «Динамо» Москва: Хомич - Петров, Зябликов, Шишаев - Блинков, Соколов - Трофимов, Савдунин, Бесков (75' Конов), Сальников, С.Соловьев «Динамо» Киев: О.Макаров - Голубев, Лерман, Голяков - Юст (60' В.Севастьянов), Михалина - Г.Пономарев, Товт, Дашков , Сенгетовский, Виньковатов |                                |         |                                      |                                                                                              |

| 5 мая Ч 5 (285) | «Динамо» Москва                                                | 5:1     | ВВС               | Москва                                                       |
| | - Трофимов 52′ - Бесков 55′ 80′ - С.Соловьев 83′ - Тенягин 86′ | (отчёт) | - 10′ Вик.Шувалов | Стадион: «Динамо» Зрителей: 65 000 Судья: В.Архипов (Москва) |
| «Динамо» Москва: Саная - Васин, Зябликов, Шишаев - Блинков, Соколов - Трофимов, Савдунин (75' Тенягин), Бесков , Сальников, С.Соловьев ВВС: Акимов - Метельский, Крижевский, Архипов (73' Волков) - Викторов, Н.Морозов - Вик.Федоров, С.Коршунов, Вик.Шувалов, Бобров , Анисимов |                                                                |         |                   |                                                              |

| 14 мая Ч 6 (286) | «Динамо» Москва | 1:1     | «Крылья Советов» Куйбышев | Москва                                                          |
| | - Бесков 90′    | (отчёт) | - 27′ Синяков             | Стадион: «Динамо» Зрителей: 60 000 Судья: В.Фридман (Ленинград) |
| «Динамо» Москва: Саная - Васин, Зябликов, Шишаев - Блинков, Соколов - Трофимов, Тенягин, Бесков , Сальников (46' Савдунин), С.Соловьев «Крылья Советов» Куйбышев: В.Корнилов - Скорохов, Мурзин, Ширяев - Карпов, Н.Поздняков - Смыслов, Ю.Белоусов, Ворошилов , В.Васильев, Синяков (68' Ф.Новиков) |                 |         |                           |                                                                 |

| 20 мая Ч 7 (287) | «Динамо» Москва                                 | 3:1     | «Спартак» Москва | Москва                                                        |
| | - Трофимов 23′ - С.Соловьев 69′ - Сальников 70′ | (отчёт) | - 50′ Паршин     | Стадион: «Динамо» Зрителей: 70 000 Судья: В.Моргунов (Москва) |
| «Динамо» Москва: Саная - Блинков, Зябликов, Петров - Савдунин, А.Соколов - Трофимов, Тенягин, Бесков , Сальников, С.Соловьев «Спартак» Москва: В.Чернышев - Н.Тищенко, Вас.Соколов , Седов - Тимаков, Нетто - Парамонов, Рысцов (46' В.Терентьев), Симонян, Паршин, Оботов |                                                 |         |                  |                                                               |

| 27 мая Ч 8 (288) | «Динамо» Москва | 0:1     | «Торпедо» Москва | Москва                                                        |
| |                 | (отчёт) | - 3′ Габичвадзе  | Стадион: «Динамо» Зрителей: 60 000 Судья: М.Дмитриев (Москва) |
| «Динамо» Москва: Хомич - Блинков, Зябликов, Петров - Савдунин, Соколов - Трофимов, Тенягин (46' Конов), Бесков , Сальников, С.Соловьев «Торпедо» Москва: Королевич - Бычков, Гомес , Самохин (70' Л.Тарасов) - Соломатин, Запрягаев - Сочнев, Ефимов, Золотов, Нечаев, Габичвадзе |                 |         |                  |                                                               |

| 31 мая Ч 9 (289) | «Динамо» Москва                                                    | 5:2     | «Даугава» Рига               | Москва                                                        |
| | - Зуб 7′ - Конов 22′ - Сальников 44′ - С.Соловьев 66′ - Бесков 72′ | (отчёт) | - 18′ Катровский - 79′ Цыбин | Стадион: «Динамо» Зрителей: 45 000 Судья: М.Пинский (Харьков) |
| «Динамо» Москва: Саная - Блинков, Зябликов, Петров - Савдунин, Соколов - Конов, Зуб, Бесков , Сальников, С.Соловьев «Даугава» Рига: Дарманян - Асерстаркс, Судмалис, Фрейманис - Тантыба, Амалин - Цыбин, Б.Курнев, Егерс , Катровский, Чернецов |                                                                    |         |                              |                                                               |

| 4 июн Ч 10 (290) | «Динамо» Москва        | 2:1     | «Динамо» Ленинград | Москва                                                             |
| | - Бесков 8′ (пен.) 83′ | (отчёт) | - 55′ Г.Бондаренко | Стадион: «Динамо» Зрителей: 45 000 Судья: Н.Чхатарашвили (Тбилиси) |
| «Динамо» Москва: Саная - Блинков, Зябликов, Петров - Савдунин, Соколов - Трофимов (65' Конов), Зуб, Бесков , Сальников, С.Соловьев «Динамо» Ленинград: Грищенко - Сафронов, Донцов, С.Северов - Иванов, Барков - Николин, П.Дементьев , Собакин (46' Вас.Фомин), Колобов, Г.Бондаренко |                        |         |                    |                                                                    |

| 10 июн Ч 11 (291) | «Динамо» Москва | 1:1     | «Торпедо» Горький | Москва                                                       |
| | - Зуб 70′       | (отчёт) | - 65′ Лазарев     | Стадион: «Динамо» Зрителей: 40 000 Судья: Н.Думин (Куйбышев) |
| «Динамо» Москва: Саная - Блинков, Зябликов, Петров - Савдунин, Соколов - Трофимов, Конов, Бесков , Сальников, С.Соловьев (63' Зуб) «Торпедо» Горький: Шевляков - Половинкин, Хренов , П.Тищенко - Успенский, Сафронов - Горбунов, Варела, Попков, Шебилов, Лазарев (70' Ненастин) |                 |         |                   |                                                              |

| 15 июн Ч 12 (292) | «Динамо» Москва | 0:2     | ЦДСА                               | Москва                                                       |
| |                 | (отчёт) | - 57′ А.Т. Петров - 59′ В.Соловьев | Стадион: «Динамо» Зрителей: 75 000 Судья: В.Архипов (Москва) |
| «Динамо» Москва: Саная - Блинков, Зябликов, А.С.Петров - Савдунин, Соколов - Трофимов, Зуб (75' С.Соловьев), Бесков , Сальников, Ильин ЦДСА: Никаноров - Чистохвалов, Нырков, Крушенок - Водягин, А.Т.Петров - Гринин , Николаев, Зайцевский (83' Коверзнев), В.Соловьев, Демин |                 |         |                                    |                                                              |

| 20 июн Ч 13 (293) | «Динамо» Москва                                                        | 5:1     | ВМС          | Москва                                                       |
| | - Трофимов 1′ 53′ - Сальников 38′ - Савдунин 42′ - Почтовик 82′ (авт.) | (отчёт) | - 6′ Дидевич | Стадион: «Динамо» Зрителей: 30 000 Судья: Н.Латышев (Москва) |
| «Динамо» Москва: Хомич - Блинков, Зябликов, Петров - Тенягин, Соколов - Трофимов , Зуб (78' Ильин), Савдунин, Сальников, С.Соловьев ВМС: Савин (46' Самсонов) - В.Матвеев, Дуганов, Худояш - Ларин , Почтовик - Рогов, Сучков, Дидевич, Клыш, Бологов |                                                                        |         |              |                                                              |

| 25 июн Ч 14 (294) | «Динамо» Москва | 1:1     | «Зенит» Ленинград | Ленинград                                                     |
| | - Трофимов 60′  | (отчёт) | - 66′ Жилин       | Стадион: им.Кирова Зрителей: 80 000 Судья: Н.Латышев (Москва) |
| «Динамо» Москва: Саная - Блинков, Зябликов, Петров - Тенягин, Соколов - Трофимов , Бесков, Савдунин, Сальников, С.Соловьев (70' Зуб) «Зенит» Ленинград: Л.Иванов - Гартвиг , В.Алексеев, Тылло - Ю.Пономарев, Войнов - Жилин, Марютин, И.Комаров, Н.Смирнов, А.Иванов |                 |         |                   |                                                               |

| 30 июн Ч 15 (295) | «Динамо» Москва | 1:0     | «Динамо» Киев | Москва                                                         |
| | - Трофимов 51′  | (отчёт) |               | Стадион: «Динамо» Зрителей: 40 000 Судья: П.Давыдов (Куйбышев) |
| «Динамо» Москва: Хомич - Васин, Зябликов, Петров - Блинков, Тенягин - Трофимов , Бесков, Савдунин, Сальников (46' Карцев), Зуб «Динамо» Киев: О.Макаров - Голубев, Лерман, Голяков - Юст, Михалина - Коман, Товт, Дашков , Виньковатов, Г.Пономарев (68' Богданович) |                 |         |               |                                                                |

| 4 июл Ч 16 (296) | «Динамо» Москва | 0:3     | ВВС                    | Москва                                                        |
| |                 | (отчёт) | - 43′ 55′ 59′ Анисимов | Стадион: «Динамо» Зрителей: 30 000 Судья: В.Моргунов (Москва) |
| «Динамо» Москва: Хомич - Васин, Зябликов, Петров - Блинков, Тенягин - Трофимов , Зуб (46' Карцев), Савдунин, Сальников, С.Соловьев ВВС: Кудрявцев - Метельский, Крижевский , Рогов (70' Порхунов) - Ходцев, А.Ларионов - С.Коршунов, Вик.Федоров, Котов, Вик.Шувалов, Анисимов |                 |         |                        |                                                               |

| 8 июл Ч 17 (297) | «Динамо» Москва           | 3:4     | «Шахтер» Сталино                                   | Москва                                                    |
| | - Конов 8′ 75′ (пен.) 83′ | (отчёт) | - 11′ 37′ О.Жуков - 14′ Д.Иванов - 25′ А.Пономарев | Стадион: «Динамо» Зрителей: 45 000 Судья: Э.Саар (Таллин) |
| «Динамо» Москва: Хомич - Блинков, Зябликов, Шишаев - Тенягин (46' Соколов), Савдунин - Трофимов , Конов, Карцев, Сальников, С.Соловьев «Шахтер» Сталино: Пестов - Н.Дегтярев, Самарин, Иванчук (60' Н.Вардимиади) - Алпатов, Гавриленко - О.Жуков, Савинов, А.Пономарев , Д.Иванов, Вик.Фомин |                           |         |                                                    |                                                           |

| 12 июл Ч 18 (298) | «Динамо» Москва         | 2:0     | «Динамо» Тбилиси | Москва                                                          |
| | - Бесков 18′ 60′ (пен.) | (отчёт) |                  | Стадион: «Динамо» Зрителей: 70 000 Судья: В.Фридман (Ленинград) |
| «Динамо» Москва: Хомич - Петров, Зябликов, Блинков - Савдунин, Соколов - Трофимов , Конов (70' Тенягин), Бесков, Сальников, Зуб «Динамо» Тбилиси: Маргания - Русадзе, Дзяпшпа, Элошвили - Киладзе, Антадзе - Джоджуа, Гагнидзе, Зазроев, Махарадзе (74' Ю.Вардимиади), Тодрия |                         |         |                  |                                                                 |

| 17 июл Ч 19 (299) | «Динамо» Москва                       | 3:1     | «Спартак» Тбилиси | Москва                                                          |
| | - Бесков 18′ - Трофимов 23′ - Зуб 39′ | (отчёт) | - 82′ Сихарулидзе | Стадион: «Динамо» Зрителей: 15 000 Судья: И.Аверкин (Ленинград) |
| «Динамо» Москва: Хомич - Петров, Зябликов, Блинков - Савдунин, Соколов - Трофимов , Тенягин, Бесков (46' Карцев), Сальников, Зуб «Спартак» Тбилиси: Жмельков - Катанов, Гоглидзе, Хурцидзе - Н.Гагнидзе, Гамкрелидзе - Далакян, Норакидзе, Калоев, Ломая , Сихарулидзе |                                       |         |                   |                                                                 |

| 21 авг Ч 20 (300) | «Динамо» Москва                         | 3:0     | «Зенит» Ленинград | Москва                                                        |
| | - Бесков 4′ - Конов 30′ - Сальников 65′ | (отчёт) |                   | Стадион: «Динамо» Зрителей: 30 000 Судья: М.Пинский (Харьков) |
| «Динамо» Москва: Хомич - Зябликов, Блинков, Петров - Савдунин, Соколов - Трофимов , Конов, Бесков, Сальников, Зуб «Зенит» Ленинград: Л.Иванов - Гартвиг , В.Алексеев, Тылло - Ю.Пономарев, Кравец - Жилин, Марютин, И.Комаров, А.Иванов, Н.Смирнов |                                         |         |                   |                                                               |

| 26 авг Ч 21 (301) | «Динамо» Москва | 1:2     | «Спартак» Москва  | Москва                                                       |
| | - Конов 86′     | (отчёт) | - 24′ 28′ Симонян | Стадион: «Динамо» Зрителей: 70 000 Судья: В.Архипов (Москва) |
| «Динамо» Москва: Хомич - Зябликов, Блинков, Петров - Савдунин, А.Соколов - Трофимов , Конов, Бесков, Сальников, Зуб (60' Тенягин) «Спартак» Москва: Чернышев - Н.Тищенко, Вас.Соколов , Седов - Тимаков, Нетто - А.Ильин, В.Терентьев, Симонян, Н.Дементьев, Оботов (73' Рысцов) |                 |         |                   |                                                              |

| 31 авг Ч 22 (302) | «Динамо» Москва                      | 2:3     | «Динамо» Ленинград                                | Ленинград                                                       |
| | - С.Соловьев 17′ - Бесков 89′ (пен.) | (отчёт) | - 40′ Чучелов - 45′ (пен.) П.Иванов - 48′ Колобов | Стадион: им.Кирова Зрителей: 60 000 Судья: П.Давыдов (Куйбышев) |
| «Динамо» Москва: Саная - Зябликов, Блинков, Шишаев - Савдунин, Соколов - Трофимов , Конов, Бесков, Сальников, С.Соловьев «Динамо» Ленинград: Н.Денисов - Сафронов, Донцов, П.Иванов - Барков, М.Потапов - Цветков, П.Дементьев , Чучелов, Колобов, Г.Бондаренко |                                      |         |                                                   |                                                                 |

| 4 сен Ч 23 (303) | «Динамо» Москва                                 | 4:2     | ВМС                       | Москва                                                        |
| | - Трофимов 10′ 13′ - Сальников 42′ - Карцев 87′ | (отчёт) | - 19′ Клыш - 72′ Горбунов | Стадион: «Динамо» Зрителей: 15 000 Судья: В.Моргунов (Москва) |
| «Динамо» Москва: Хомич - Соколов, Блинков, Шишаев - Савдунин (65' Карцев), Тенягин - Трофимов , Ильин, Бесков, Сальников, С.Соловьев ВМС: Савин - Холодков, Дуганов , В.Матвеев - Ларин (60' Бологов), Почтовик - Горбунов, Чихрадзе, Дидевич, Клыш, Рогов |                                                 |         |                           |                                                               |

| 8 сен Ч 24 (304) | «Динамо» Москва | 0:2     | «Торпедо» Москва | Москва                                                       |
| |                 | (отчёт) | - 4′ 69′ Нечаев  | Стадион: «Динамо» Зрителей: 30 000 Судья: М.Белянин (Москва) |
| «Динамо» Москва: Саная - Шишаев (46' Тенягин), Блинков, Зябликов - Савдунин, Соколов - Трофимов , Ильин, Бесков, Сальников, Зуб «Торпедо» Москва: Берлизов - Бычков, Гомес , Тарасов - Соломатин, Запрягаев - Сочнев, Ефимов, Чайко (61' Буров), Нечаев, Габичвадзе |                 |         |                  |                                                              |

| 13 сен Ч 25 (305) | «Динамо» Москва | 2:2     | «Даугава» Рига      | Рига                                                           |
| | - Бесков 3′ 90′ | (отчёт) | - 11′ 86′ Приедитис | Стадион: «Даугава» Зрителей: 22 000 Судья: П.Белов (Ленинград) |
| «Динамо» Москва: Хомич - Зябликов 68', Блинков, Васин - Тенягин, Соколов - Трофимов , Конов (65' Карцев), Бесков, Сальников, Ильин · «Даугава» Рига: В.Виноградов - Асерстаркс, Селицкий, Судмалис - Тантыба, Котов - Приедитис, Катровский, Егерс , Б.Курнев, Кузьмин (46' Федин) |                 |         |                     |                                                                |

| 18 сен Ч 26 (306) | «Динамо» Москва                                                                | 6:1     | «Торпедо» Горький | Горький                                                    |
| | - Соколов 20′ - Сальников 35′ 66′ - Конов 43′ - Карцев 51′ - Бесков 72′ (пен.) | (отчёт) | - 61′ Н.Матвеев   | Стадион: «Торпедо» Зрителей: 25 000 Судья: Э.Саар (Таллин) |
| «Динамо» Москва: Саная - Васенин, Блинков, Васин - Тенягин, Соколов - Трофимов , Карцев, Бесков, Сальников, Конов «Торпедо» Горький: Шевляков - Половинкин, Хренов , П.Тищенко - Успенский, Сафронов - Ненастин, Варела, Н.Матвеев, Шебилов, Лазарев |                                                                                |         |                   |                                                            |

| 23 сен Ч 27 (307) | «Динамо» Москва | 1:2     | ЦДСА                      | Москва                                                        |
| | - Карцев 82′    | (отчёт) | - 19′ Водягин - 88′ Демин | Стадион: «Динамо» Зрителей: 60 000 Судья: М.Дмитриев (Москва) |
| «Динамо» Москва: Хомич - Зябликов, Блинков, Васин - Тенягин, Соколов - Трофимов , Карцев (83' Савдунин), Бесков, Сальников, Конов ЦДСА: Никаноров - Чистохвалов, Башашкин, Нырков - Родин (84' Коверзнев), А.Т.Петров - Гринин , Николаев, Водягин, В.Соловьев, Демин |                 |         |                           |                                                               |

| 27 сен Ч 28 (308) | «Динамо» Москва | 1:1     | «Крылья Советов» Куйбышев | Куйбышев                                                     |
| | - Конов 62′     | (отчёт) | - 79′ Ворошилов           | Стадион: «Динамо» Зрителей: 25 000 Судья: В.Архипов (Москва) |
| «Динамо» Москва: Саная - Зябликов, Блинков, Васин - Тенягин, Соколов - Трофимов , Савдунин, Карцев (70' С.Соловьев), Сальников, Конов «Крылья Советов» Куйбышев: В.Корнилов - Скорохов, Мурзин, Ширяев - Карпов, Н.Поздняков - Ю.Белоусов, Ворошилов , Гулевский, В.Васильев, Ф.Новиков (75' Смыслов) |                 |         |                           |                                                              |

#### Итоговая таблица
| М | Команда                   | И  | В  | Н  | П  | Мячи    | ±   | О  |
| - | ------------------------- | -- | -- | -- | -- | ------- | --- | -- |
|   | ЦДСА                      | 28 | 18 | 7  | 3  | 53 − 19 | +34 | 43 |
|   | «Динамо» Тбилиси          | 28 | 15 | 6  | 7  | 59 − 36 | +23 | 36 |
|   | «Шахтёр» Сталино          | 28 | 12 | 10 | 6  | 44 − 30 | +14 | 34 |
| 4 | «Крылья Советов» Куйбышев | 28 | 11 | 12 | 5  | 34 − 25 | +9  | 34 |
| 5 | «Динамо» Москва           | 28 | 13 | 6  | 9  | 62 − 41 | +21 | 32 |
| 6 | «Спартак» Москва          | 28 | 13 | 5  | 10 | 50 − 35 | +15 | 31 |

И — игры, В — выигрыши, Н — ничьи, П — проигрыши, Мячи — забитые и пропущенные голы, ± — разница голов, О — очки

#### Движение по турам[6]
| Игра  | 1 | 2 | 3 | 4 | 5 | 6 | 7 | 8 | 9 | 10 | 11 | 12 | 13 | 14 | 15 | 16 | 17 | 18 | 19 | 20 | 21 | 22 | 23 | 24 | 25 | 26 | 27 | 28 |
| ----- | - | - | - | - | - | - | - | - | - | -- | -- | -- | -- | -- | -- | -- | -- | -- | -- | -- | -- | -- | -- | -- | -- | -- | -- | -- |
| Место | 4 | 6 | 4 | 6 | 2 | 3 | 2 | 5 | 3 | 2  | 2  | 3  | 3  | 3  | 3  | 3  | 4  | 4  | 3  | 4  | 5  | 6  | 5  | 5  | 5  | 4  | 5  | 5  |

### Кубок
Число участников — 51. Система розыгрыша — «олимпийская». Победитель — ЦДСА.
Команда «Динамо» Москва выбыла в 1/4 финала.
| 1 окт К 1 (33) 1/8 финала | «Динамо» Москва                                    | 5:1     | «Металлург» Запорожье | Москва                                                        |
| | - Конов 27′ 58′ - Сальников 39′ 59′ - Трофимов 62′ | (отчёт) | - 65′ Зозуля          | Стадион: «Динамо» Зрителей: 20 000 Судья: П.Белов (Ленинград) |
| «Динамо» Москва: Хомич - Зябликов, Блинков, Васин - Тенягин, Соколов - Трофимов , Савдунин, С.Соловьев, Сальников, Конов «Металлург» Запорожье: Феттаев - Непечий, Малкин, Устименко - Сушко, И.Кикнадзе - С.Васильев, О.Кикнадзе, Олейник , Зозуля, П.Пономарев |                                                    |         |                       |                                                               |

| 5 окт К 2 (34) 1/4 финала | «Динамо» Москва | 1:4     | команда г.Калинина                                 | Москва                                                        |
| | - Соколов 83′   | (отчёт) | - 28′ 87′ А.Акимов - 64′ Добриков - 85′ А.Щербаков | Стадион: «Динамо» Зрителей: 20 000 Судья: М.Дмитриев (Москва) |
| «Динамо» Москва: Саная - Зябликов, Блинков, Васин - Тенягин, Соколов - Трофимов , Савдунин (66' Ильин), С.Соловьев, Сальников, Конов команда г.Калинина: Кублицкий (75' Фарыкин) - Б.Кузнецов, Сотсков , В.Морозов - Кулешов, Вик.Фомин - А.А.Ильин, Н.Яковлев, Добриков, А.Акимов, А.Щербаков |                 |         |                                                    |                                                               |

## Неофициальные матчи

### Международные матчи
| 5 авг ММ 1 (15) | «Динамо» Москва                                   | 5:1     | ГДР           | Берлин                                                                |
| | - Сальников 24′ 65′ - Карцев 37′ 77′ - Бесков 41′ | (отчёт) | - 17′ Затрапа | Стадион: «Вальтер-Ульбрихт-Штадион» Зрителей: 80 000 Судья: Н.Латышев |
| «Динамо» Москва: Хомич - Голубев, Лерман, Петров - Блинков, Савдунин (75' Соколов) - Трофимов , Карцев, Бесков, Сальников, С.Соловьев ГДР: Зенфтлебен (46' Клемм) - Айлиц, Г.Шён, Гишлер - Раппзильбер, Брайтенштайн - Шрётер, Шёне, Оберлендер, В.Шмидт, Затрапа |                                                   |         |               |                                                                       |

| 10 авг ММ 2 (16) | «Динамо» Москва | 2:0     | ГДР | Берлин                                                                |
| | - Конов 64′ 78′ | (отчёт) |     | Стадион: «Вальтер-Ульбрихт-Штадион» Зрителей: 70 000 Судья: Н.Латышев |
| «Динамо» Москва: Хомич - Голубев, Лерман, Петров - Блинков, Савдунин - Трофимов , Карцев (60' Конов), Бесков, Сальников, Виньковатов ГДР: Клемм - В.Фридрих, Г.Шён, Гишлер - Раппзильбер, Брайтенштайн - Шрётер, Шёне, Оберлендер, Возняковски, Затрапа |                 |         |     |                                                                       |

### Товарищеские матчи
| 17 мар ТМ 1 | «Динамо» Москва | 1:1     | «Динамо» Киев | Гагры |
|             |                 | (отчёт) |               |       |

## Статистика сезона

### Игроки и матчи
| Игрок                                 | Чемпионат       | Чемпионат | Кубок           | Кубок   | Итого           | Итого   | Международные матчи | Международные матчи | ТМ              | ТМ      | Всего Чемпионат | Всего Чемпионат | Всего Кубок     | Всего Кубок | Всего           | Всего   | Всего Международные матчи | Всего Международные матчи |
| Игрок                                 | Вышел на замену | Гол       | Вышел на замену | Гол     | Вышел на замену | Гол     | Вышел на замену     | Гол                 | Вышел на замену | Гол     | Вышел на замену | Гол             | Вышел на замену | Гол         | Вышел на замену | Гол     | Вышел на замену           | Гол                       |
| Вратари                               | Вратари         | Вратари   | Вратари         | Вратари | Вратари         | Вратари | Вратари             | Вратари             | Вратари         | Вратари | Вратари         | Вратари         | Вратари         | Вратари     | Вратари         | Вратари | Вратари                   | Вратари                   |
| ------------------------------------- | --------------- | --------- | --------------- | ------- | --------------- | ------- | ------------------- | ------------------- | --------------- | ------- | --------------- | --------------- | --------------- | ----------- | --------------- | ------- | ------------------------- | ------------------------- |
| Алексей Хомич                         | 14              | (-21)     | 1               | (-1)    | 15              | (-22)   | 2                   | (-1)                |                 |         | 151             | (-127)          | 19              | (-18)       | 175             | (-153)  | 12                        | (-16)                     |
| Вальтер Саная                         | 14              | (-20)     | 1               | (-4)    | 15              | (-24)   |                     |                     |                 |         | 45              | (-43)           | 5               | (-11)       | 50              | (-54)   |                           |                           |
| Защитники                             |                 |           |                 |         |                 |         |                     |                     |                 |         |                 |                 |                 |             |                 |         |                           |                           |
| Всеволод Блинков                      | 28              |           | 2               |         | 30              |         | 2                   |                     |                 |         | 196             | 13              | 21              |             | 279             | 19      | 12                        |                           |
| Владимир Зябликов                     | 26              |           | 2               |         | 28              |         |                     |                     |                 |         | 59              |                 | 4               |             | 63              |         |                           |                           |
| Александр Петров                      | 18              |           |                 |         | 18              |         | 2                   |                     |                 |         | 139             |                 | 15              |             | 154             |         | 6                         |                           |
| Виктор Шишаев                         | 10              |           |                 |         | 10              |         |                     |                     |                 |         | 10              |                 |                 |             | 10              |         |                           |                           |
| Виктор Васин                          | 8               |           | 2               |         | 10              |         |                     |                     |                 |         | 12              |                 | 5               |             | 17              |         |                           |                           |
| Иван Васенин                          | 1               |           |                 |         | 1               |         |                     |                     |                 |         | 1               |                 |                 |             | 1               |         |                           |                           |
| Полузащитники                         |                 |           |                 |         |                 |         |                     |                     |                 |         |                 |                 |                 |             |                 |         |                           |                           |
| Владимир Савдунин                     | 26              | 2         | 2               |         | 28              | 2       | 2                   |                     |                 |         | 119             | 49              | 19              | 7           | 138             | 56      | 5                         | 1                         |
| Александр Соколов                     | 26              | 2         | 2               | 1       | 28              | 3       | 1                   |                     |                 |         | 62              | 3               | 7               | 1           | 69              | 4       | 1                         |                           |
| Александр Тенягин                     | 19              | 1         | 2               |         | 21              | 1       |                     |                     |                 |         | 19              | 1               | 2               |             | 21              | 1       |                           |                           |
| Нападающие                            |                 |           |                 |         |                 |         |                     |                     |                 |         |                 |                 |                 |             |                 |         |                           |                           |
| Василий Трофимов (20)                 | 27              | 10        | 2               | 1       | 29              | 11      | 2                   |                     |                 |         | 199             | 69              | 19              | 8           | 262             | 92      | 9                         | 7                         |
| Иван Конов                            | 14              | 8         | 2               | 2       | 16              | 10      | 1                   | 2                   |                 |         | 62              | 41              | 12              | 9           | 74              | 50      | 2                         | 2                         |
| Константин Бесков (12)                | 24              | 15        |                 |         | 24              | 15      | 2                   | 1                   |                 |         | 179             | 90              | 23              | 17          | 239             | 131     | 11                        | 10                        |
| Сергей Сальников                      | 27              | 9         | 2               | 2       | 29              | 11      | 2                   | 2                   |                 |         | 62              | 17              | 6               | 3           | 68              | 20      | 2                         | 2                         |
| Сергей Соловьев                       | 19              | 8         | 2               |         | 21              | 8       | 1                   |                     |                 |         | 199             | 132             | 23              | 17          | 271             | 221     | 12                        | 6                         |
| Виталий Зуб                           | 14              | 3         |                 |         | 14              | 3       |                     |                     |                 |         | 14              | 3               |                 |             | 14              | 3       |                           |                           |
| Василий Карцев                        | 9               | 3         |                 |         | 9               | 3       | 2                   | 2                   |                 |         | 106             | 72              | 4               | 1           | 136             | 92      | 12                        | 12                        |
| Владимир Ильин                        | 6               |           | 1               |         | 7               |         |                     |                     |                 |         | 62              | 20              | 9               | 3           | 71              | 23      |                           |                           |
| Игроки, приглашенные из других клубов |                 |           |                 |         |                 |         |                     |                     |                 |         |                 |                 |                 |             |                 |         |                           |                           |
| Виталий Голубев («Динамо» Киев)       |                 |           |                 |         |                 |         | 2                   |                     |                 |         |                 |                 |                 |             |                 |         | 2                         |                           |
| Абрам Лерман («Динамо» Киев)          |                 |           |                 |         |                 |         | 2                   |                     |                 |         |                 |                 |                 |             |                 |         | 2                         |                           |
| Павел Виньковатов («Динамо» Киев)     |                 |           |                 |         |                 |         | 1                   |                     |                 |         |                 |                 |                 |             |                 |         | 1                         |                           |

### Личные и командные достижения
Динамовцы в списке 33 лучших футболистов
| Турнир            | Игрок                                                  | Вышел на замену | Игрок                               | Гол |
| ----------------- | ------------------------------------------------------ | --------------- | ----------------------------------- | --- |
| Сезоны в клубе    | Сергей Ильин & Михаил Семичастный                      | 15              |                                     |     |
| Официальные матчи | Михаил Семичастный                                     | 265             | Сергей Соловьев                     | 221 |
| Чемпионат         | Михаил Семичастный                                     | 208             | Сергей Соловьев                     | 132 |
| Кубок             | Михаил Семичастный, Константин Бесков, Сергей Соловьев | 23              | Константин Бесков & Сергей Соловьев | 17  |

Достижения в сезоне

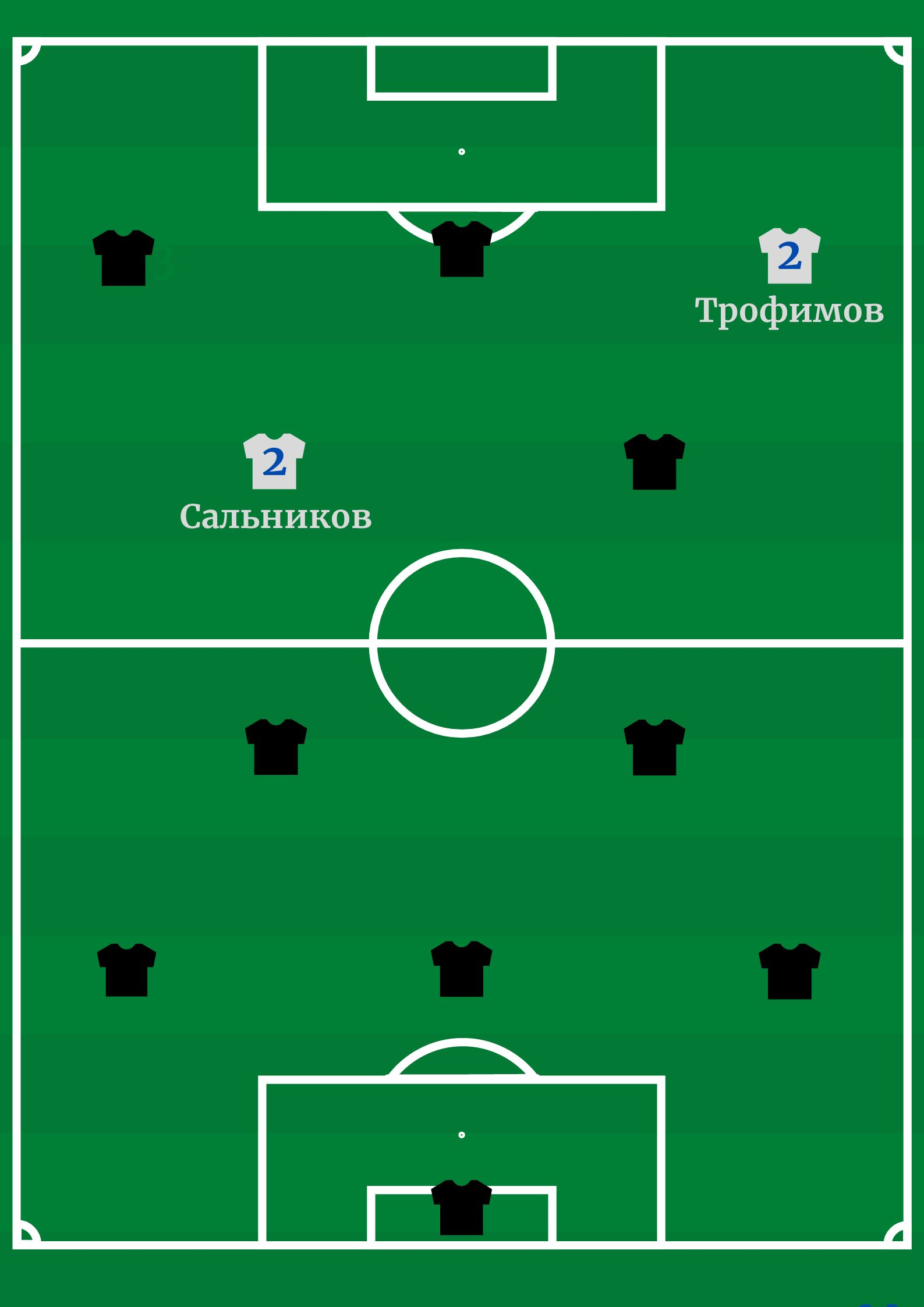

- Василий Трофимов сыграл в 13-м сезоне за «Динамо»
- Всеволод Блинков и Сергей Соловьев сыграли в 12-м сезоне
- Константин Бесков сыграл в 11-м сезоне
- Василий Карцев сыграл в 10-м сезоне
- 100-й матч в чемпионате — Владимир Савдунин и Василий Карцев
- «Хет-трик» в сезоне — Иван Конов